# Vincent Coll
Vincent Coll, pseudonimo di Uinseann Ó Colla, detto Mad Dog (Gweedore, 20 luglio 1908 – New York, 8 febbraio 1932), è stato un mafioso e criminale irlandese naturalizzato statunitense, attivo a New York tra gli anni Venti e i primi anni Trenta. Principalmente, ha lavorato al servizio della mafia italo-americana.
Coll divenne tristemente famoso per essere stato coinvolto - secondo quanto si racconta - nell'uccisione accidentale di un bambino durante un tentativo di rapimento.

## Biografia
Coll nacque a Gweedore, una zona di lingua gaelica situata nella contea di Donegal, nella provincia settentrionale dell'Ulster, in Irlanda. Era imparentato con la famigerata famiglia Curran e, l'anno successivo alla sua nascita, la sua famiglia emigrò negli Stati Uniti come passeggeri di terza classe a bordo del piroscafo S/S Columbia, salpato dal porto di Derry e approdato a New York tra il 3 e il 12 aprile 1909. Coll era anche un lontano parente di Bríd Rodgers, ex deputata dell'Assemblea dell'Irlanda del Nord.
A soli 12 anni, Coll fu mandato per la prima volta in un riformatorio. Dopo essere stato espulso da diversi istituti cattolici per ragazzi difficili, si unì alla banda di strada The Gophers. I suoi scontri con la legge divennero ben presto frequenti, e Vincent si guadagnò la reputazione di giovane ribelle e pericoloso dei quartieri popolari. A 16 anni fu arrestato per porto d’armi e, prima di compiere 23 anni, aveva già accumulato una dozzina di arresti. Alla fine degli anni Venti, iniziò a lavorare come guardia armata per i camion che trasportavano birra di contrabbando al servizio della banda di Dutch Schultz.

## Carriera criminale

### Sicario della mafia e rapitore
La spietatezza di Coll lo rese inizialmente un elemento prezioso per Dutch Schultz, che lo impiegò come esecutore dei suoi ordini mentre il suo impero criminale si espandeva negli anni Venti. A soli 19 anni, Coll fu accusato dell'omicidio di Anthony Borello, proprietario di un bar clandestino, e di Mary Smith, una ballerina di sala. Si dice che Coll abbia ucciso Borello per il suo rifiuto di vendere l'alcol di contrabbando distribuito da Schultz. Le accuse furono poi archiviate, probabilmente grazie all'influenza esercitata dallo stesso Schultz. Tuttavia, Schultz cominciava a mal sopportare i comportamenti incontrollati di Coll. Nel 1929, senza il permesso del suo boss, Coll rapinò una centrale del latte nel Bronx, portando via 17.000 dollari. Lui e i suoi uomini si finsero guardie armate per entrare nella stanza della cassa. Quando Schultz lo affrontò per l’accaduto, Coll non solo non si mostrò pentito, ma pretese di diventare suo socio alla pari. Schultz rifiutò.
Nel gennaio del 1930, Coll aveva già formato la propria banda e si era lanciato in una vera e propria guerra armata contro Schultz. Una delle prime vittime fu suo fratello maggiore, Peter Coll, freddato il 30 maggio 1931 mentre guidava per le strade di Harlem. Devastato dal dolore e dalla rabbia, Vincent si vendicò uccidendo quattro uomini della banda di Schultz nelle tre settimane successive. In totale, si stima che circa 20 uomini persero la vita in questa sanguinosa faida, anche se il numero esatto è difficile da stabilire, dato che nello stesso periodo a New York infuriava anche la feroce guerra castellammarese. Le strade di Manhattan erano un campo di battaglia e perfino la polizia faticava a distinguere a quale guerra appartenessero i vari cadaveri trovati.
Il 2 giugno, Coll e i suoi uomini attaccarono un garage di proprietà di Schultz, distruggendo 120 distributori automatici e dieci camion. Per finanziare la sua nuova organizzazione, Coll adottò una strategia audace: rapiva gangster rivali e li rilasciava solo dietro pagamento di un riscatto. Sapeva che nessuna delle sue vittime avrebbe sporto denuncia: spiegare al fisco da dove provenivano i soldi del riscatto sarebbe stato compromettente. Una delle sue vittime più celebri fu il noto giocatore d’azzardo George "Big Frenchy" DeMange, stretto collaboratore di Owney Madden, il potente boss della mafia irlandese di Hell’s Kitchen. Secondo i racconti, Coll telefonò a DeMange fingendo di voler organizzare un incontro; una volta arrivato, lo sequestrò sotto la minaccia delle armi e lo liberò 18 ore dopo, solo dopo aver incassato il riscatto.

### L'omicidio di Michael Vengalli
Il 28 luglio 1931, Vincent Coll fu coinvolto - secondo le accuse - in un tentativo di rapimento che si concluse tragicamente con la morte di un bambino. L’obiettivo di Coll era Joseph Rao, un contrabbandiere e uomo di fiducia di Dutch Schultz, che in quel momento si trovava davanti a un circolo sociale. Mentre alcuni bambini giocavano nei pressi di un condominio, un'automobile di grossa cilindrata si fermò accanto al marciapiede. Dal veicolo, diversi uomini armati di fucili a pompa e mitragliatrici aprirono il fuoco verso Rao, che riuscì a gettarsi a terra e salvarsi. Nell’attacco, però, quattro bambini rimasero feriti e uno di loro, il piccolo Michael Vengalli di cinque anni, morì poco dopo al Beth David Hospital. In seguito a questo tragico evento, il sindaco di New York, Jimmy Walker, soprannominò Coll "Mad Dog", ovvero "cane rabbioso".
Nel ottobre dello stesso anno, dopo una lunga caccia all’uomo, la polizia di New York arrestò Coll in un hotel nel Bronx. Aveva tinto i capelli di nero, si era fatto crescere i baffi e indossava occhiali con montatura spessa per non farsi riconoscere. Si arrese senza opporre resistenza. Durante l'interrogatorio in centrale, Coll, con aria di sfida, dichiarò di essere stato ad Albany nei mesi precedenti e rifiutò di rispondere ad altre domande senza la presenza del suo avvocato. Il 5 ottobre, un gran giurì di New York lo incriminò formalmente per l'omicidio del piccolo Vengalli.
Il processo si aprì nel dicembre 1931. Coll affidò la propria difesa al celebre avvocato Samuel Leibowitz. In aula, sostenne di trovarsi a molti chilometri di distanza dal luogo della sparatoria e affermò di essere vittima di un complotto orchestrato dai suoi nemici. Aggiunse che avrebbe voluto personalmente vendicare la morte di Vengalli. Tuttavia, l'accusa crollò rapidamente: l’unico testimone oculare, George Brecht, ammise sotto giuramento di avere precedenti penali e problemi psichiatrici, e di aver testimoniato in modo simile in un precedente processo per omicidio a St. Louis. Alla fine di dicembre, il giudice emise un verdetto diretto di assoluzione per Coll.
Subito dopo il processo, un ispettore di polizia avvertì Coll che sarebbe stato arrestato ogni volta che fosse stato visto in città. Poco dopo, infatti, fu nuovamente incarcerato per porto abusivo d’armi. Quando l’ispettore lo apostrofò come "assassino di bambini", Coll rispose furiosamente: 
Io non sono un assassino di bambini
Poco dopo l’assoluzione, Coll sposò Lottie Kreisberger, una stilista di moda di New York.

### Attentato fallito
Nel settembre del 1931, nel periodo compreso tra l’uccisione del piccolo Vengalli e la sua successiva assoluzione, Vincent Coll fu ingaggiato da Salvatore Maranzano, che da poco si era autoproclamato capo di tutti i capi, per eliminare Charles "Lucky" Luciano, il nuovo leader in ascesa della famiglia mafiosa omonima. Tommy Lucchese avvertì Luciano che era stato condannato a morte. Qualche mese prima, infatti, Luciano aveva posto fine alla sanguinosa guerra castellammarese ordinando l’uccisione del proprio capo, Joseph Masseria, facendo così di Maranzano il boss più potente tra le Cinque Famiglie. Tuttavia, Maranzano iniziò presto a considerare Luciano come una minaccia alla sua egemonia.
Il 10 settembre, Maranzano convocò Luciano, Vito Genovese e Frank Costello nel suo ufficio al 230 di Park Avenue, a Manhattan. Convinto che Maranzano stesse preparando un agguato contro di loro, Luciano decise di anticiparlo. Grazie all’aiuto dei suoi stretti collaboratori Meyer Lansky e Bugsy Siegel, Luciano ingaggiò quattro sicari ebrei, volti sconosciuti agli uomini di Maranzano. Travestiti da agenti federali, due di loro disarmarono le guardie del corpo del boss siciliano, mentre gli altri due - guidati da Lucchese, che indicò Maranzano - lo accoltellarono ripetutamente prima di finirlo con alcuni colpi d’arma da fuoco.
Secondo la testimonianza resa nel 1963 dal pentito Joseph Valachi, Maranzano aveva già pagato Coll 25.000 dollari in anticipo per eliminare Luciano, Genovese e Costello. Tuttavia, quando Coll si presentò nell’ufficio di Maranzano quello stesso giorno, pronto a eseguire il triplice omicidio, si trovò di fronte Lucchese e i quattro sicari ebrei in fuga dal luogo del massacro. Appreso che Maranzano era già morto, Coll si limitò a lasciare l’edificio senza agire.

## Morte
Sia Dutch Schultz che Owney Madden avevano messo una taglia di 50.000 dollari sulla testa di Vincent Coll. Si racconta che, a un certo punto, lo stesso Schultz si fosse presentato in una stazione di polizia del Bronx offrendo addirittura "una casa nel Westchester" a chiunque riuscisse a eliminare Coll.
Il 1º febbraio 1932, quattro o cinque sicari fecero irruzione in un appartamento del Bronx, noto per essere frequentato da Coll, e aprirono il fuoco con pistole e mitragliatrici Thompson. Nell’attacco morirono tre persone: due membri della banda di Coll, Patsy Del Greco e Fiorio Basile, e una passante, Emily Tanzillo. Altre tre persone rimasero ferite. Coll, però, non era presente: arrivò sulla scena circa mezz’ora dopo la sparatoria.
Una settimana più tardi, nella notte dell’8 febbraio alle 00:30, Coll si trovava in una cabina telefonica all’interno di una farmacia, all’angolo tra l’Ottava Avenue e la 23ª strada a Manhattan. Secondo i resoconti, stava parlando con Owney Madden, chiedendogli 50.000 dollari sotto la minaccia di rapire suo cognato. Madden, intanto, teneva Coll in linea per guadagnare tempo e permettere di localizzarlo. Poco dopo, una limousine scura arrivò davanti alla farmacia. Mentre uno degli uomini restava al volante, altri due scesero dall’auto: uno si piazzò all’esterno come palo, mentre l’altro entrò nel negozio. Quest’ultimo si avvicinò al banco, estrasse una mitragliatrice Thompson da sotto il cappotto e aprì il fuoco contro Coll, che si trovava nella cabina telefonica di vetro. Coll morì sul colpo. I killer risalirono subito in auto e fuggirono. Un agente di pattuglia, attirato dagli spari, cercò di inseguirli risalendo l’Ottava Avenue a bordo di un taxi di passaggio, ma l’auto dei sicari riuscì a dileguarsi. All'obitorio furono estratti dal corpo di Coll ben 15 proiettili; si sospetta che altri proiettili lo abbiano trapassato.
Coll fu sepolto accanto a suo fratello Peter nel cimitero di Saint Raymond, nel Bronx. Dutch Schultz inviò alla cerimonia una corona di fiori, accompagnata da un nastro con la scritta: Dai ragazzi.

## Conseguenze
Gli assassini di Vincent Coll non furono mai identificati con certezza. L’avvocato di Dutch Schultz, Dixie Davis, affermò in seguito che il gangster Abraham "Bo" Weinberg fosse l’autista della limousine usata per la fuga. Un altro sospettato fu Edward Popke, detto "Fats McCarthy", uno degli stessi uomini di Coll. L’arma automatica usata per l’omicidio fu ritrovata un anno dopo nelle mani di Tommy "Tough" Protheroe, un sicario di Hell’s Kitchen, che la impiegò in un’altra sparatoria avvenuta in un saloon nel 1933. Il 16 maggio 1935, Protheroe e la sua compagna Elizabeth Connors furono a loro volta uccisi a colpi d’arma da fuoco da assalitori rimasti ignoti, nel Queens.
Dutch Schultz riuscì a mantenere il controllo delle sue attività criminali ancora per qualche anno. Tuttavia, il 23 ottobre 1935, fu assassinato al Palace Chophouse di Newark, nel New Jersey, probabilmente su ordine di Lucky Luciano e della neonata organizzazione nota come Sindacato nazionale del crimine.
La vedova di Coll, Lottie, fu condannata a sei mesi di prigione per porto abusivo di arma da fuoco. Quando le fu concessa la libertà condizionata, si rifiutò di lasciare il carcere, temendo di fare la stessa fine del marito.
Nel 1935, Owney Madden, ancora sorvegliato dalla polizia per possibili legami con l'omicidio di Coll, si trasferì in Arkansas, dove visse fino alla sua morte nel 1965.

## Nella cultura popolare

### Cinema
Vincent Coll è stato interpretato da diversi attori in numerosi film:
- Richard Gardner nel film The Rise and Fall of Legs Diamond (1960)
- Joseph Gallison in Portrait of a Mobster (1961)
- John Davis Chandler in Gangster contro gangster (1961)
- Nicolas Cage in una versione romanzata di Coll nel film Cotton Club (1984)
- Nicholas Sadler in L'impero del crimine (1991)
- Christopher Bradley in Mad Dog Coll (1992), ruolo che ha ripreso nello stesso anno in Hit the Dutchman

### Televisione
Anche sul piccolo schermo, la figura di Vincent Coll è stata portata in scena:
- Clu Gulager nell'episodio Vincent "Mad Dog" Coll della serie Gli intoccabili (1959)
- Robert Brown nei due episodi The Mad Dog Coll Story della serie The Lawless Years (1961)
- David Wilson nella serie televisiva The Gangster Chronicles (1981)

### Musica
Vincent Coll è stato citato anche in ambito musicale:
- La band Mad Dog Mcrea gli ha dedicato la canzone Mad Dog Coll, inclusa nell’album Almost Home del 2015